# Parco della pace
Un Parco della pace è un'area naturale protetta transfrontaliera che si estende attraverso i confini di due o più stati, dove i confini politici all'interno del parco sono aboliti. Ciò comporta la rimozione di qualunque tipo di confine fisico, come per esempio le aree recintate, lasciando libertà di migrazione agli animali e agli esseri umani che vivono all'interno dell'area. Intorno al parco comunque viene solitamente mantenuto un confine fisico, per evitare il passaggio di persone non autorizzate fra uno stato e l'altro.
Tali parchi sono conosciuti anche come Aree di conservazione transfrontaliera (in inglese: Transfrontier Conservation Areas o TFCAs).
La preservazione delle tradizionali vie di migrazione animale, e la garanzia di cibo e acqua sufficiente per la crescita della popolazione, sono la ragione principale per la creazione dei Parchi della pace. Essi comunque incoraggiano il turismo, lo sviluppo economico e la pacificazione tra nazioni confinanti, oltre naturalmente a rendere più agevoli gli spostamenti degli abitanti indigeni all'interno dell'area.

## Parchi della pace in Africa
Il WWF, insieme ad Anton Rupert, costituì nel 1997 la Fondazione per i parchi della pace (Peace Parks Foundation), per facilitare ed incoraggiare lo sviluppo dei Parchi della pace. Questa fondazione è attivamente supportata, tra gli altri, da Nelson Mandela.
Lista dei parchi della pace in Africa, con fra parentesi l'anno di istituzione:
- Parco transfrontaliero Kgalagadi (2000)
- Parco transfrontaliero ǀAi-ǀAis/Richtersveld (2002)
- Area di conservazione transfrontaliera Lubombo (2004)
- Parco transfrontaliero del Grande Limpopo (2004)
- Area di conservazione transfrontaliera Maloti-Drakensberg (2006)
- Area di conservazione transfrontaliera Okavango-Zambesi (2011)
- Area di conservazione transfrontaliera Lake Malawi/Nyasa/Niassa (proposto)[1]
- Area di conservazione transfrontaliera Limpopo-Shashe (proposto)[1]

Fra questi il più conosciuto è il Great Limpopo Transfrontier Park, che unisce parchi nazionali di Sudafrica, Zimbabwe e Mozambico e si estende su di una superficie di 35.000 chilometri quadrati, comprendendo anche il notissimo Parco nazionale Kruger.

## Parchi della pace in America
Il Parco internazionale della pace Waterton-Glacier, istituito nel 1932 con l'unione del Parco nazionale dei laghi Waterton (in Canada) e del Parco nazionale dei ghiacciai (negli Stati Uniti) è stato il primo Parco internazionale della pace. Al contrario degli altri parchi della pace, il suo scopo principale era quello di servire da simbolo d'amicizia e pace fra le due nazioni confinanti.
Nello stesso anno venne istituito anche l'International Peace Garden, un altro parco della pace transfrontaliero fra i confini di Canada e Stati Uniti, avente lo stesso scopo. Si trova negli stati del Nord Dakota e di Manitoba.
Un terzo parco della pace, costituito sempre fra Stati Uniti e Canada, è il Peace Arch Park, che si trova tra i confini degli stati di Washington e della Columbia Britannica, famoso per la struttura chiamata Arco della Pace che si estende fra i confini dei due paesi.
Sono attualmente in corso negoziati per giungere ad un parco della pace transfrontaliero che coinvolga gli Stati Uniti e il Messico, unendo il Parco nazionale di Big Bend con le aree protette messicane di Maderas del Carmen e Cañon de Santa Elena, così come si stanno compiendo sforzi per giungere all'istituzione di un parco della pace che abbracci lo Stretto di Bering fra gli Stati Uniti e la Russia.
Nel 1988, in base alle raccomandazioni dell'UNESCO, i governi di Costa Rica e Panama dichiararono il Parco internazionale La Amistad un parco della pace transfrontaliero.

## Parchi della pace nel resto del mondo
Sono stati proposti numerosi altri parchi della pace in ogni parte del mondo, finora con scarsi risultati; fra questi vale la pena ricordare quello nella zona demilitarizzata fra la Corea del Nord e la Corea del Sud, e quello nella regione del ghiacciaio Siachen fra India e Pakistan.